# Peter Johannes Brandl
Pour les articles homonymes, voir Brandl.
Petr Johannes Brandl ou Jan Petr Brandl (24 octobre 1668[réf. nécessaire] – 24 septembre 1735[réf. nécessaire]) est un peintre du baroque tardif ou rococo, célèbre en son temps mais oublié jusqu'à il y a peu, du fait de l'isolement provoqué par le rideau de fer. 

## Biographie
C'est un peintre allemand du royaume de Bohême où les élites citadines sont alors majoritairement allemandes. Il fait son apprentissage entre 1683 et 1688 avec Kristián Schröder (cs) (1655–1702). 
Brandl utilise un clair-obscur très accentué avec des empâtements chargés et des compositions dramatiques, dans la lignée baroque. La Galerie nationale à Prague comporte une salle entière consacrée à son œuvre, dont un Buste d’Apôtre créé peu avant 1725.
Petr Johannes Brandl est un lointain ancêtre de deux artistes contemporains, le peintre autrichien Herbert Brandl (de) et le peintre suisse-américain Mark Staff Brandl (en).

## Œuvres

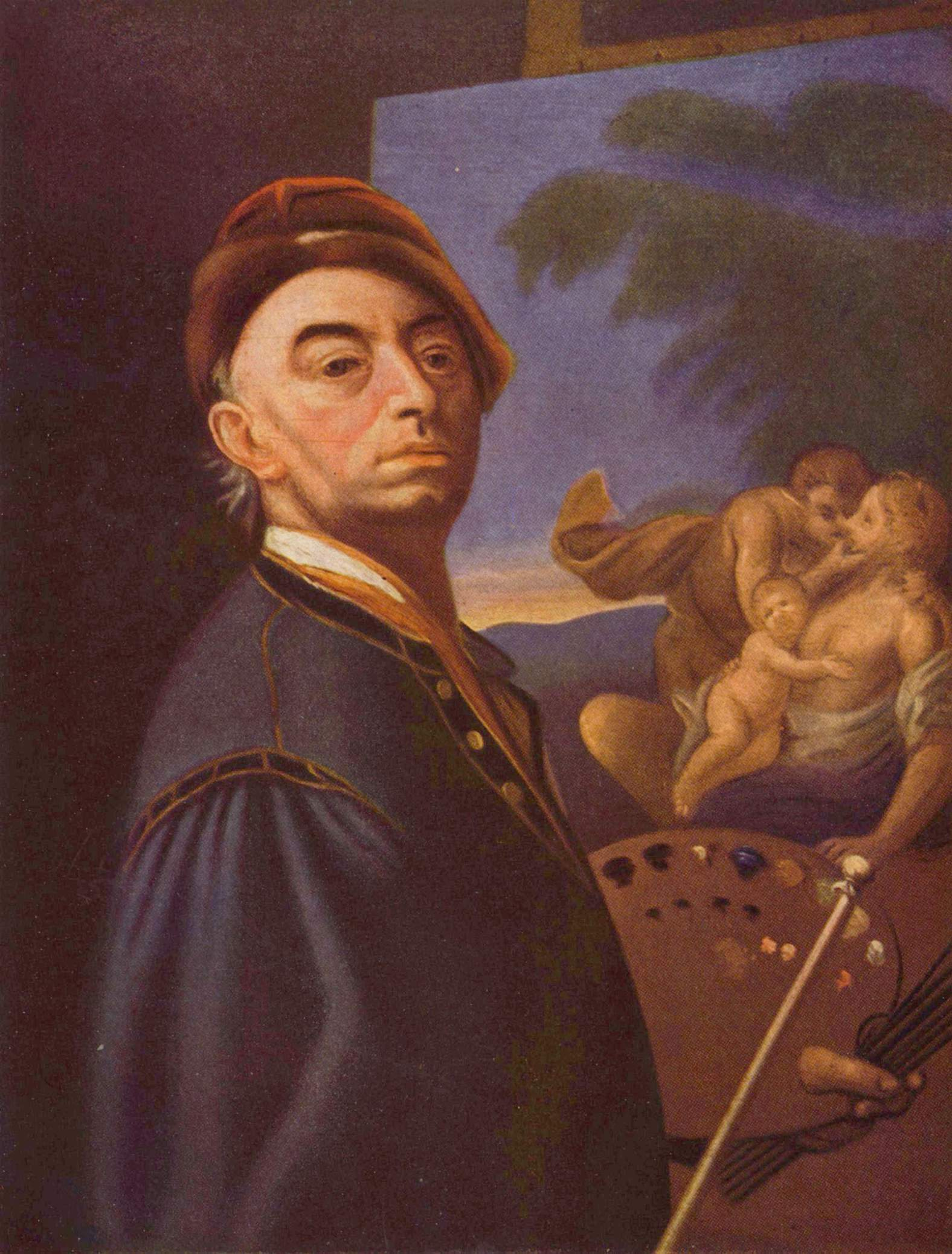
Autoportrait, vers 1720
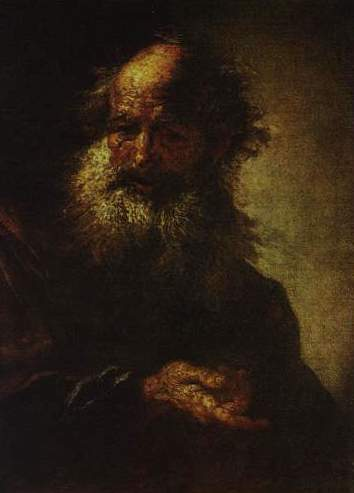
Apôtre
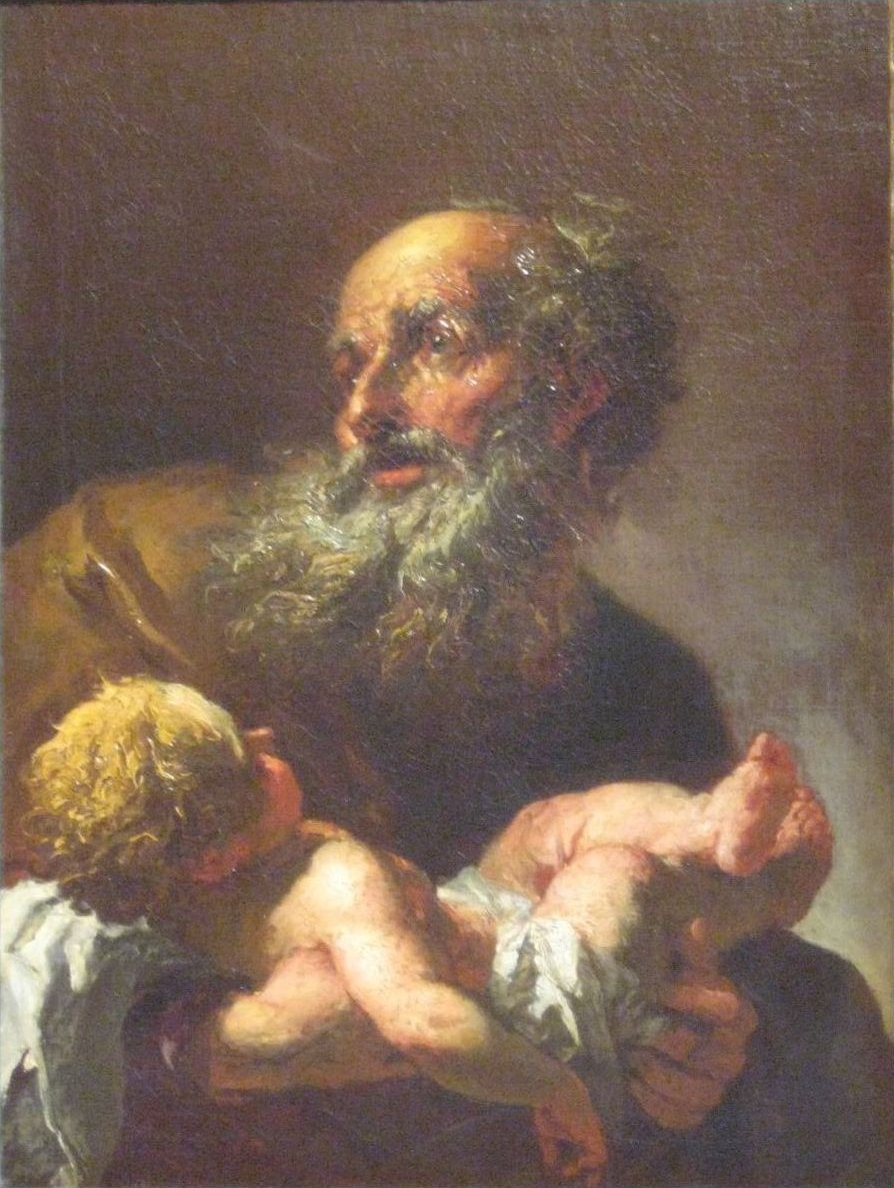
Simeon avec l'Enfant Jésus, après 1725
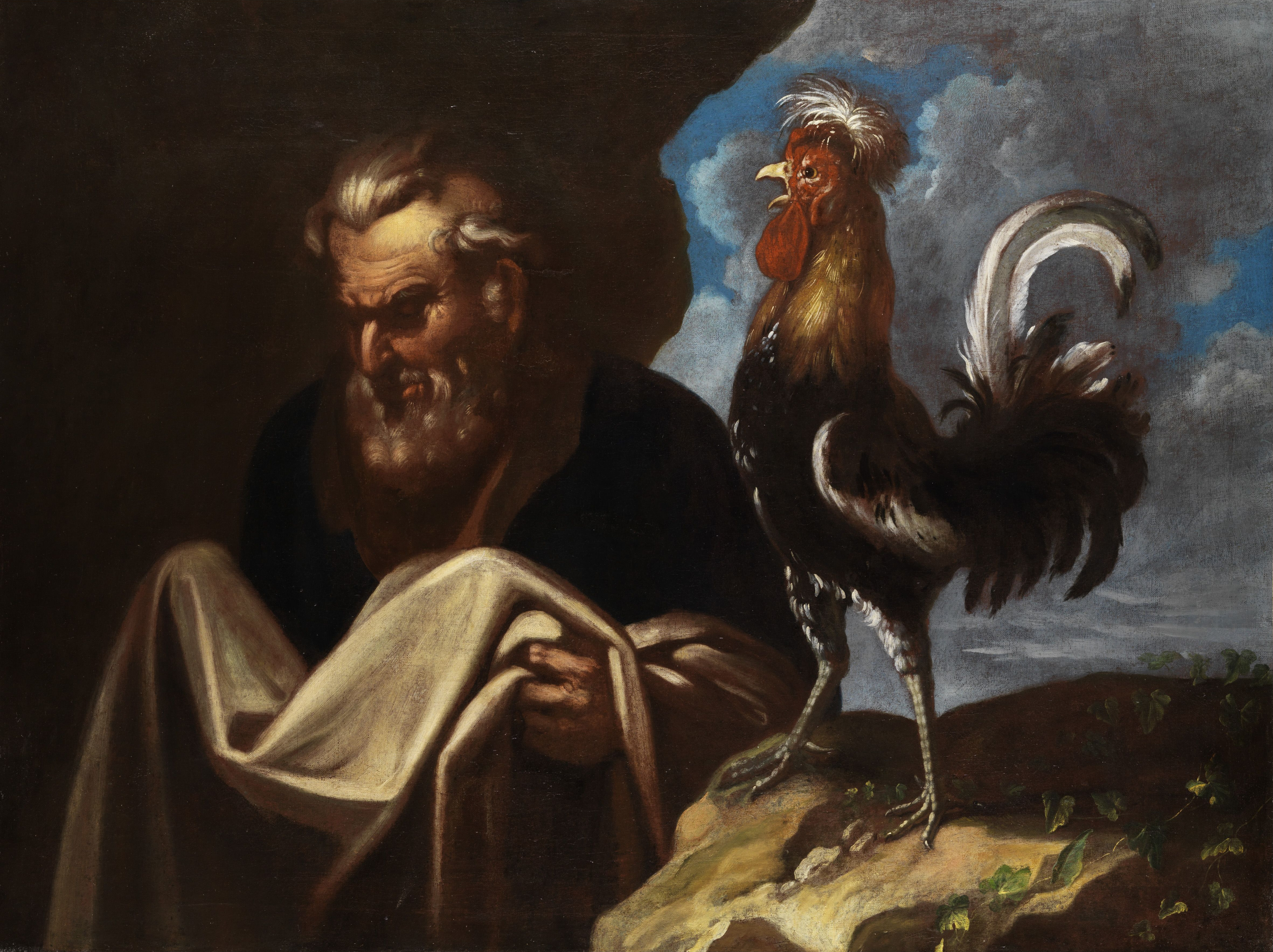
Coq de Pierre (Attribué à Brandl)
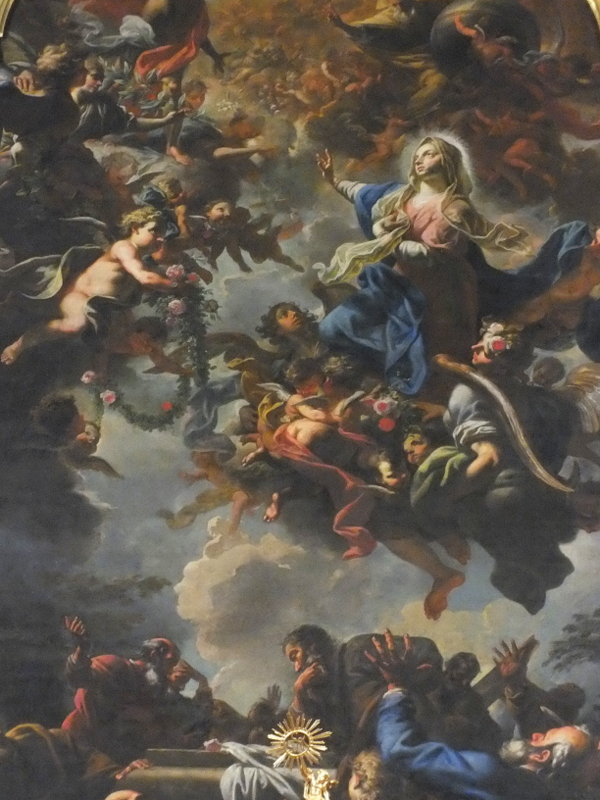
Assomption de Marie